# Guy Gavriel Kay
Guy Gavriel Kay (n. Weyburn, Saskatchewan; 7 de noviembre de 1954) es un autor canadiense de literatura fantástica. Muchas de sus novelas están ambientadas en reinos de ficción que se asemejan a lugares reales durante períodos históricos reales, como Constantinopla durante el reinado de Justiniano I o la península ibérica durante la época de El Cid. Dichos trabajos han sido publicados y promocionados como fantasía histórica, aunque el autor ha expresado su preferencia por que, siempre que sea posible, no se encasillen en un género concreto.

## Biografía
De antepasados judíos y de lengua inglesa, Kay nació en Weyburn (Saskatchewan) y se crio en Winnipeg (Manitoba). Como estudiante en la Universidad de Manitoba, entró en contacto con Christopher Tolkien, el hijo de J. R. R. Tolkien, pues sus padres eran amigos de los de Baillie Klass, la secretaria de Tolkien, y más tarde mujer de su hijo. Cuando éste necesitó un ayudante para editar la obra inédita de su padre, contactó con Kay, quien se trasladó a la Universidad de Oxford en 1974 para trabajar con Tolkien en la edición de El Silmarillion. En este empeño aprendió gran parte de lo que sabe de la escritura de ficción y la edición de libros, y más tarde admitió la influencia de Tolkien en su trabajo: «para tener éxito en la fantasía, debes tener en cuenta a Tolkien —trabajar con sus fortalezas y lejos de sus debilidades».
Volvió a Canadá en 1976 para finalizar sus estudios de Derecho en la Universidad de Toronto, donde se despertó su interés por la literatura de ficción. Kay se convirtió en guionista principal y productor asociado de un serial radiofónico de la Canadian Broadcasting Corporation, The Scales of Justice.
En 1984 se publicó la primera obra de fantasía de Kay, El árbol del verano, el primer volumen de la trilogía El tapiz de Fionavar. La mayoría del trabajo posterior de Kay tiene que ver con el reino de Fionavar, aunque sólo sea mediante una referencia tangencial «al primero de todos los mundos».[cita requerida]

## Premios y nominaciones
- 1985:
  - Scales of Justice Award al mejor tratamiento en los medios de un asunto legal; y
  - Nominado al Premio Mundial de Fantasía  de literatura adulta por El árbol del verano.
- 1987:
  - Premio Aurora en la categoría de lengua inglesa por Fuego errante; y
  - Premio Casper a la mejor ficción especulativa, también por Fuego errante.
- 1991:
  - Nominado al Premio Mundial de Fantasía por Tigana; y
  - Nominado al Premio Aurora, también por Tigana.
- 1999: nominado al Premio Mundial de Fantasía por Los mosaicos de Sarantium
- 2001: nominado al Premio Mundial de Fantasía por Reino de luz y tiniebla
- 2005:
  - Nominado al Premio Geffen de la Sociedad Israelí de Ciencia Ficción y Fantasía por la traducción al hebreo de Los leones de al-Rassan; y
  - Nominado al Premio Sunburst canadiense por La última luz del sol.
- 2007: candidato al White Pine Award por Ysabel.
- 2008: Premio Mundial de Fantasía en la categoría de novela por Ysabel.[1]

### Entrevistas
- Entrevista en wotmania.com
- Entrevista en la clausurada Event Horizon, vía Internet Archive Way Back Machine
- Entrevista por Raymond H. Thompson en la Biblioteca de Rochester
- Podcast de World Fantasy 2008

- Datos: Q95099